# Vườn quốc gia Réunion
Vườn quốc gia Réunion (tiếng Pháp: Parc national de La Réunion) là một vườn quốc gia của Pháp nằm trên đảo Réunion, một lãnh thổ hải ngoại nằm ở tây Ấn Độ Dương. Được thành lập ngày 5 tháng 3 năm 2007, vườn quốc gia này bảo vệ hệ sinh thái đặc hữu núi cao nội địa của Réunion và chiếm khoảng 42% diện tích hòn đảo. Các loài đặc hữu đáng chú ý bao gồm Phường chèo Réunion và tắc kè ngày Réunion.
Kế hoạch về việc thành lập một vườn quốc gia bắt đầu từ năm 1985 và trong một cuộc khảo sát công khai diễn ra vào năm 2004, các xã của Réunion đều tán thành việc thành lập một vườn quốc gia. Nó chính thức ra đời vào năm 2007. Cảnh quan núi lửa của vườn quốc gia bao gồm cả Piton de la Fournaise, một ngọn núi lửa hình khiên đang hoạt động đã được UNESCO công nhận là Di sản thế giới vào năm 2010 với tên gọi "Núi, đài vòng và bờ lũy của đảo Reunion". Nhiệm vụ của vườn quốc gia ngoài việc bảo tồn cảnh quan tự nhiên còn là việc chia sẻ kinh nghiệm quản lý, nơi tham quan cho du khách và tạo ra nguồn lợi kinh tế cho các xã trên đảo. Vườn quốc gia là một địa điểm du lịch nổi tiếng cho đi bộ đường dài và leo núi.

## Lịch sử

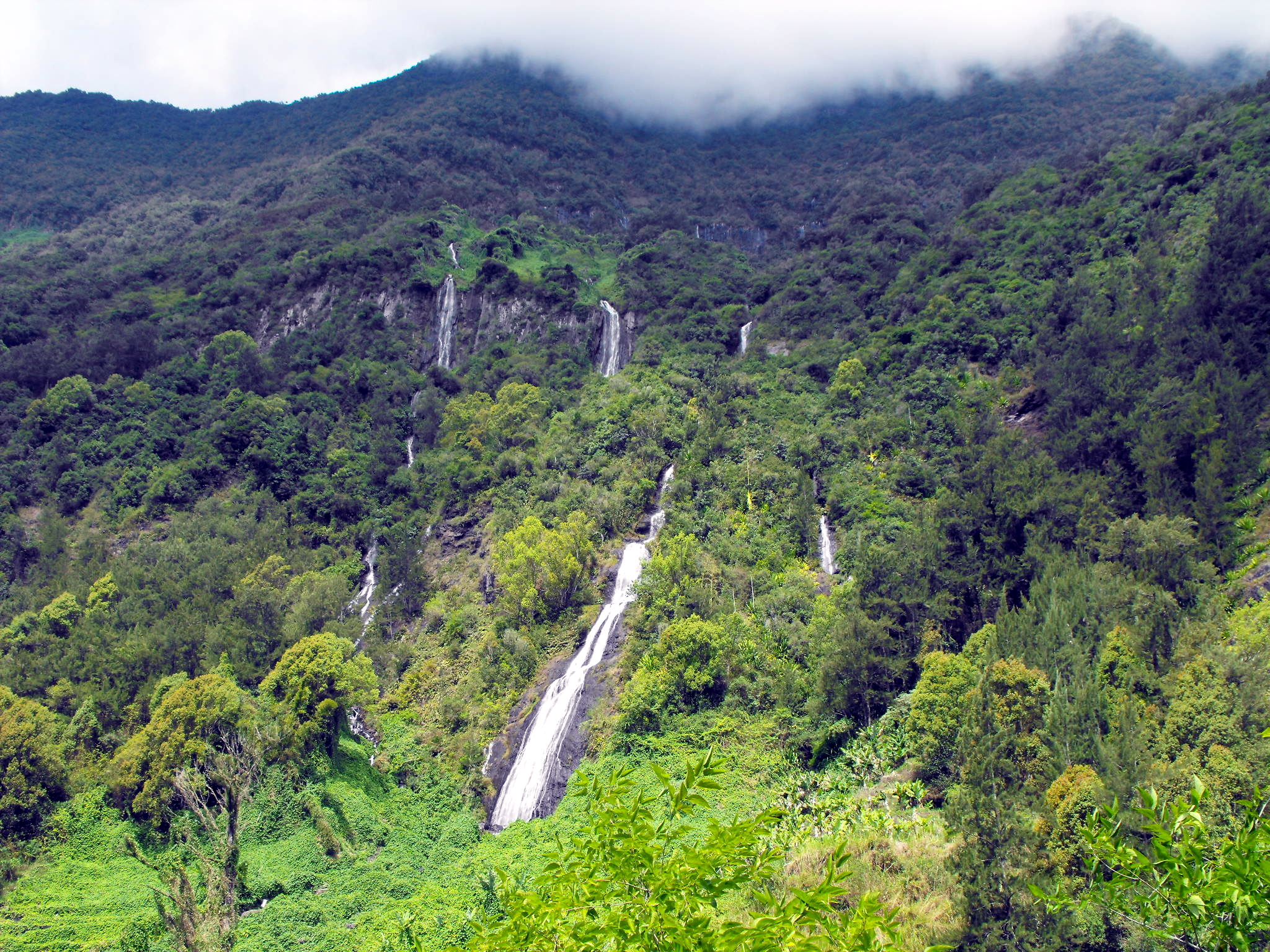
Thác Bridal Veil, Salazie

Đề xuất để thành lập một vườn quốc gia được đưa ra vào năm 1985. Hiến chương Réunion về Môi trường và Kế hoạch phát triển khu vực chính thức hình thành theo nguyên tắc cần phải có một vườn quốc gia tại Les Hauts, vùng núi phía trong của hòn đảo. Bộ Sinh thái, Phát triển Bền vững và Năng lượng Pháp sau đó chính thức tư vấn về việc thành lập một vườn quốc gia, trong đó phát triển bền vững là yếu tố cốt lõi, kế hoạch rõ ràng để kết hợp bảo vệ Réunion cả về yếu tố thiên nhiên lẫn văn hóa với thúc đẩy phát triển kinh tế.
Từ năm 2000 đến năm 2003, một quá trình tham vấn đã được đưa ra trong đó bao gồm Nhà nước, vùng, lãnh thổ hải ngoại và các thị trưởng đã nhất chí thành lập một ban chỉ đạo. Và ngày 29 tháng 3 năm 2003, có 27 trên tổng số 29 thành viên nhất chí thành lập một vườn quốc gia, thủ tướng Pháp sau đó đã ký một nghị định về dự án này.
Các cuộc nghiên cứu, tranh luận, đối thoại và đàm phán nhằm xác định ranh giới và mục tiêu của vườn quốc gia trong tương lai được tiến hành. Từ tháng 8 đến tháng 9 năm 2004, kế hoạch này là chủ đề của một cuộc khảo sát công khai, được tổ chức tại 24 xã trên đảo. Hầu hết người dân tại các xã đều có phản ứng tích cực về dự án này cùng với thêm một số khuyến nghị.
Dự án Vườn Quốc gia Les Hauts nêu tham vọng và các nguyên tắc cho việc thành lập vườn quốc gia. Đó là ngay trước khi buổi điều trần cuối cùng vào cuối năm 2006, tên ban đầu như dự án là Vườn Quốc gia Les Hauts đã bị bỏ và thay vào đó là Vườn quốc gia Réunion. Vườn quốc gia chính thức ra đời vào ngày 5 tháng 3 năm 2007 thông qua một nghị định của Hội đồng Nhà nước, với một lễ khánh thành chính thức vào ngày 9 tháng 7. Tháng 4 năm 2007, Hội đồng Hành chính vườn quốc gia nhậm chức; và từ năm 2007 đến 2009, nhân sự được tuyển dụng và bắt đầu công việc trên khu vực ranh giới đã được đo đạc
Vườn quốc gia ngày nay là sự kết hợp của vườn quốc gia mới kết hợp với hai khu bảo tồn thiên nhiên từ trước đó là:
- Khu dự trữ thiên nhiên Saint-Philippe Mare-Longue bảo vệ rừng Mare Longue tại Saint-Philippe
- Khu dự trữ thiên nhiên Roche Écrite bảo vệ môi trường sống của các loài có nguy cơ tuyệt chủng của Réunion, đặc biệt là loài Phường chèo Réunion (Coracina newtoni). Đó là một khu rừng với nhiều loài chim đặc hữu, trên các sườn dốc của khối núi Roche Écrite ở độ cao 2.276 mét (7.470 ft). Được thành lập vào những năm 1990, nó thuộc địa phận hai xã Saint-Denis và La Possession.

Vào ngày 1 tháng 8 năm 2010, Ủy ban Di sản thế giới của UNESCO đã công nhận giá trị tự nhiên của vườn quốc gia Réunion, và "Núi, đài vòng và bờ lũy của đảo Réunion" chính thức được công nhận là một Di sản thế giới.

## Địa lý

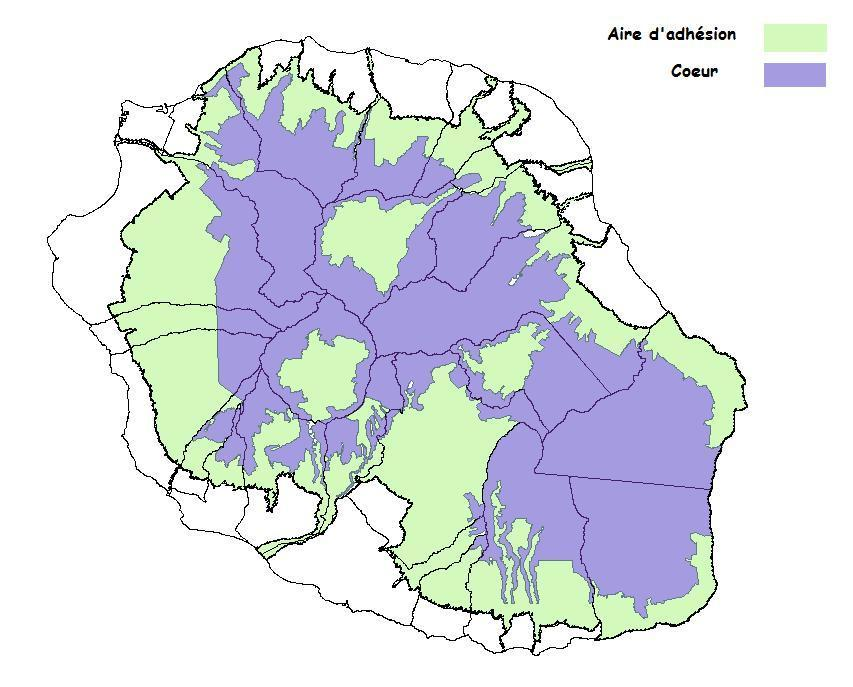
VÙng lõi (màu lam) và vùng đệm (xanh lá) của vườn quốc gia Réunion.

Vùng lõi của vườn quốc gia có diện tích 1.053,84 km2 (406,89 dặm vuông Anh) nằm trong đảo, tương ứng với 42% diện tích hòn đảo thuộc 23 xã. Vùng lõi bao gồm một số khu vực có người ở và canh tác. Liền kề với vùng lõi là một vùng cam kết tự nguyện (vùng đệm) có diện tích 876,96 km2 (338,60 dặm vuông Anh) nằm trong ranh giới của tất cả 24 xã trên đảo. Nhìn chung, cả vùng lõi và vùng đệm chiếm 75% diện tích đảo.:12 Đảo Réunion có nguồn gốc núi lửa và là một điểm nóng về hoạt động núi lửa. Hai ngọn núi lửa tạo thành xương sống của hòn đảo là Piton des Neiges cao 3.000 m (9.800 ft) và Piton de la Fournaise cao 2.632 m (8.635 ft) vẫn còn đang hoạt động. Bốn vùng chính tạo thành vườn quốc gia được công nhận là Di sản thế giới bao gồm:
- Khu rừng Mare Longue tại Saint-Philippe bao gồm một số phần còn lại của khu rừng nhiệt đới núi thấp.
- Đài vòng Cilaos với hình thành đá Pain de Sucre và La Chapelle trong hẻm núi hẹp của sông Bras Rouge cùng buồng magma có niên đại 100.000 năm tuổi.
- Đài vòng Salazie với núi Piton d'Anchaing cao 1.356 m (4.449 ft)
- La Grande Chaloupe giữa Saint-Denis và La Possession là một trong những phần còn lại cuối cùng của khu rừng bán thường xanh từng phổ biến khắp phía tây hòn đảo hiện đang được bảo tồn và phục hồi.

## Động thực vật
Réunion có một lịch sử tự nhiên chung với nhiều quần đảo khác như Mascarene, Mauritius và Rodrigues. Cả ba hòn đảo đều không có người ở trước những năm 1600. Sự xuất hiện của con người đã dẫn đến sự tuyệt chủng lớn và các loài được ngoại lai được đưa đến đây như [[Achatina|Ốc sên khổng lồ đe dọa môi trường sống của các loài bản địa. Chỉ còn ít hơn 25% diện tích hòn đảo được bao phủ bởi thảm thực vật nguyên sinh bản địa theo WWF, chủ yếu ở khu vực vùng núi cao. Các khu rừng của Réunion và hai hòn đảo khác đã được WWF xếp vào vùng sinh thái "Mascarene" với tình trạng bảo tồn "nguy cấp". Tổ chức Bảo tồn Quốc tế cũng xếp Réunion là một phần của điểm nóng về đa dạng sinh học "Madagascar và các đảo Ấn Độ Dương", một khu vực ưu tiên bảo tồn.
Sự cô lập của hòn đảo, sự đa dạng của môi trường sống và vi khí hậu đã góp phần tạo ra sự đa dạng hóa hệ thực vật đặc hữu cao. Trong số 850 loài thực vật bản địa được biết đến, có 230 loài đặc hữu và một nửa trong số đó đang bị đe dọa. Hệ thực vật bản địa này được tìm thấy ở nhiều độ cao khác nhau. Gần như nhiều loài thực vật kỳ lạ đối với bản địa, có 830 loài được đưa đến hòn đảo và 50 loài trong số đó được coi là loài xâm lấn, đe dọa hệ thực vật và môi trường sống bản địa.
Vườn quốc gia có nhiều loài chim đặc hữu đặc biệt, chẳng hạn như như loài Hải âu Barau, Ưng Réunion, Phường chèo Réunion. Tổng cộng có 18 loài chim được tìm thấy tại đây, hơn một nửa số đó là loài đặc hữu. Ít nhất 22 loài chim đã tuyệt chủng kể từ khi loài người áp đặt chế độ thực dân trên đảo. Một mối đe dọa lớn đối với các loài chim được đưa đến đây bởi con người chính là mèo và chuột. Trong số các động vật có vú, cáo bay Mauritius đã tái lập tổ trên đảo Réunion sau khi đã từng bị tuyệt chủng. Các loài bướm đáng chú ý bao gồm Papilio phorbanta, Salamis augustina và một loài bò sát đặc hữu là Tắc kè ngày Réunion.

## Du lịch

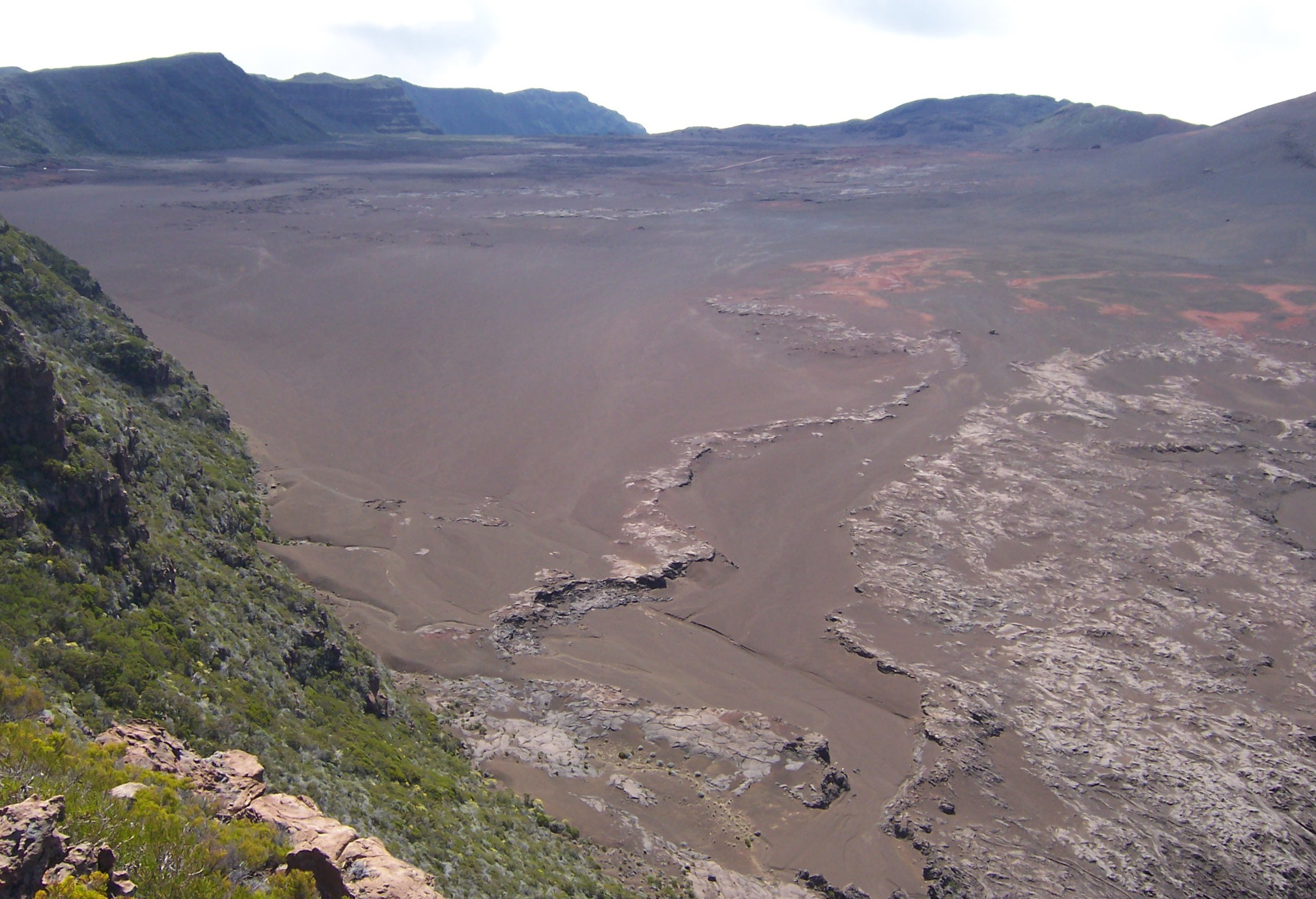
Đồng bằng Sables nhìn từ Morne Langevin.

Vườn quốc gia được hình thành trở thành một trong những điểm thu hút chính ở Réunion. Các đỉnh núi của nó là một điểm đến phổ biến cho hoạt động đi bộ đường dài và leo núi. Có tổng cộng 900 km (560 mi) đường mòn được đánh dấu đi qua những cảnh quan khác nhau từ rừng mưa, đồn điền mía, núi lửa. Chúng bao gồm ba con đường dài được Liên đoàn đi bộ Pháp phê duyệt, với những nhà nghỉ trên núi dọc theo đường mòn. Hơn 400.000 người mỗi năm đến thăm núi lửa Piton de la Fournaise, nơi mà một con đường mòn khám phá đã được thiết lập.
Trung tâm du khách nằm tại La Plaine-des-Palmistes được khánh thành vào ngày 21 tháng 8 năm 2014 bởi tổng thống Pháp François Hollande.

## Quản lý
Vườn quốc gia đã hỗ trợ khai thác các nguồn năng lượng địa nhiệt trên vùng đồng bằng Sables với sự tư vấn của Hội đồng khoa học và bất chấp thực tế là việc vườn quốc gia sớm có thể trở thành một di sản thế giới.
Ngân sách ban đầu của vườn quốc gia là 2 triệu Euro trong năm đầu tiên. Khi mở rộng hoạt động, ngân sách dự kiến sẽ tăng dần đến 8 triệu Euro. Trụ sở quản lý chính là tại La Plaine-des-Palmistes.
Vườn quốc gia được quản lý bởi Hội đồng quản trị bao gồm 88 thành viên. Hội đồng quản trị sẽ bầu ra 15 trong số các thành viên trong số đó để phục vụ như là một Ủy ban điều hành. Ủy ban này được sự cố vấn bởi một Hội đồng khoa học gồm 18 thành viên và 5 chuyên gia. Ban quản lý vườn quốc gia đang có kế hoạch kêu gọi để thành lập bổ sung một Hội đồng kinh tế, xã hội và văn hóa.